# Frölunda kulturhus
Frölunda kulturhus är ett kulturhus i Järnbrott i sydvästra Göteborg. Det inrymmer ett antal olika kommunala institutioner – bland annat bibliotek, teater och simhall. Dessutom finns bland annat en biograf samt inomhushall för bland annat handboll. Tidigare låg där även Frölundagymnasiet, men detta lades ner 2010. Kulturhuset invigdes 1980 och ligger i direkt anslutning till Frölunda torg.

## Historia

### Biblioteksverksamhet i Västra Frölunda före 1965
Biblioteksverksamhet har bedrivits i Västra Frölunda sedan 1918. De första biblioteken låg i Åkeredsskolan och Dalaskolan och hade öppet sammanlagt mindre än 10 timmar i veckan, med en utlåning på drygt 11 000 band per år. Ansvaret för verksamheten togs över av Göteborgs stads folkbibliotek när Västra Frölunda förenades med Göteborgs stad 1945. I samband med detta lades utlåningen i Åkeredsskolan ner. Innan nedläggningen hade biblioteket endast öppet två timmar per vecka, och enligt dåvarande stadsbibliotekarie Nils Genell berodde nedläggningen på att ingen var villig att hålla öppet dessa timmar. Dalaskolans öppettider för utlåning utökades dock till femton timmar per vecka. Biblioteket låg i skolans källarlokal på Grimmeredsvägen, men flyttades 1947 till en ny lokal på Palmsundsgatan 6 i Långedrag, då källarlokalen ansågs ohälsosam. Den nya lokalen var inte lika centralt belägen och flytten medförde stora protester bland låntagarna.
Lånefrekvensen i Västra Frölunda hade en nedgång från 1950 till 1960, dock med återhämtning 1961. Det fanns därför förslag om nedläggning av biblioteket och att detta skulle ersättas med bokbussar. Under en debatt i en Godtemplarlokal på Gamla vägen i maj 1961 sade Ungdomsrådets ordförande, direktör Axel Landau, att han ansåg att Västra Frölunda skulle få behålla sitt bibliotek tills ett nytt var färdigt i den planerade centrumanläggningen, det som idag är Frölunda kulturhus. Stadsbibliotekarie Sigurd Möhlenbrock påpekade att besparingar var nödvändiga, trots att det fanns ett stort intresse för biblioteken, men att en bokbuss skulle kunna fungera bra i väntan på ett nytt bibliotek. Efter debatten publicerade Göteborgs-Posten en artikel med rubriken "Västra Frölunda ej nöjda med bokbussar". Trots protesterna beslutade stadsfullmäktige att biblioteket i Långedrag skulle läggas ner från och med 1 april 1962. I väntan på det nya biblioteket användes bokbussar. Dessa blev dock otillräckliga, då befolkningen i Västra Frölunda ökade med 50 000 invånare på tio år.
Planerna för det kommersiella centrumet Frölunda torg godkändes 1960. I planerna nämns varken gymnasium eller kultur- och fritidscentrum. I 1962 års reviderade generalplan för en fortsatt expansion av folkbibliotekssystemet i Göteborg nämns tankar på ett gymnasium med ett, enligt amerikansk modell, integrerat regionbibliotek. Några konkreta planer fanns dock inte. I stadsfullmäktigehandling nummer 97 från 1965, "Framställning av stadskollegiet angående uppförande av provisoriska biblioteks- och samlingslokaler vid Västra Frölunda huvudcentrum", påpekar biblioteksstyrelsen den ohållbara situationen. Behovet av ordentlig biblioteksservice och lokaler för kulturverksamhet var stort och bokbussarnas kapacitet räckte inte till.

### Västra Frölundas provisoriska bibliotek
I juli 1965 lastades platta, bruna byggdelar av på den öppna platsen söder om Mandolingatans höghus. De 35 byggsektionerna monterades ihop och efter tre dagar stod där en enplanspaviljong som skulle fungera som Västra Frölundas provisoriska bibliotek. Byggnaden var ritad av arkitekt Henrik Falkenberg och delarna levererades av danska Reska-Terrapin AS. Biblioteksytan var 500 kvadratmeter och omfattade utlåningssal, förråd, lunchrum och tre arbetsrum. I utlåningssalen fanns en läsesal som skiljts från utlåningssalen med hjälp av hyllor. Byggnaden hade även toaletter och tambur som var gemensamma för biblioteket och en intilliggande samlingslokal. Denna lokal var på 100 kvadratmeter, inklusive kök och förråd.
Biblioteket invigdes 28 september 1965 och hade 23 000 böcker. Intresset för biblioteket var stort. Första veckan lånades 10 000 böcker, första månaden 28 000, och första året ca 230 000. I juli 1966 hade biblioteket cirka 30 000 böcker, men så många av dessa var alltid utlånade att endast hyllutrymme för 11 000 vuxen- och 7 000 barnböcker behövdes. Biblioteket blev omedelbart det bibliotek som hade näst flest lån i Göteborg, efter Stadsbiblioteket, och har så förblivit.
Redan efter fem år uppstod problem med den provisoriska byggnaden. Husets byggdelar hade impregnerats med bland annat svampskyddsmedel, men detta skydd visade sig vara tidsbegränsat då en vägg i byggnadens lunchrum efter några år pryddes av en knytnävsstor utväxt. Ett annat problem var det platta taket. Det läckte in och orsakade fuktskador på olika balkar i taket, och förstörde även ett antal folianter som ställts högst upp, ovanpå hyllorna. Uppe på taket bildades även små pölar och på sommaren bildades vattenånga ur dessa. Det hände att boende i de närliggande höghusen förväxlade vattenångan med brandrök, något som bidrog till att brandkåren vid några tillfällen gjorde obefogade utryckningar till biblioteket.
Tanken med det provisoriska biblioteket var att det skulle vara just provisoriskt. 1970 hade biblioteket funnits i fem år och utlåningen ökade ständigt. Samma år beslutades därför att biblioteket skulle byggas ut med 100 kvadratmeter, samt att samlingslokalen skulle bli barnboksavdelning. Prognoser visade på fortsatt ökad utlåning, och 1974 genomfördes därför ytterligare en ombyggnad. De publika delarna av biblioteket fick heltäckningsmatta, värme- och ventilationssystemet förbättrades, personalutrymmen utökades, entrén handikappanpassades och byggnaden fick helt nytt tak.
Under 1975 ökade lånen med 20 000, till 336 927 och år 1976 uppnådde man hela 339 000 lån, trots att utlåningen i övriga Göteborg minskade med ca 100 000. Efter 14 år stängde det provisoriska biblioteket 24 november 1979, och då hade 4 miljoner lån gjorts. Baracken stod kvar ända till december 1997 då den brann ner. I bibliotekets veckoblad stod att läsa att "en yngling lär ha tillbringat natten i soprummet tillsammans med ett antal stearinljus. Huset brann upp men den unge mannen klarade sig och vistas nu på ett betydligt säkrare ställe..."

### Kulturhuset planeras och byggs
Planeringen av kulturhuset tog fart i början av 1970 då en ledningsgrupp bestående av ledamöter från sociala centralnämnden, skolförvaltningen, allmänna skolstyrelsen, biblioteksnämnden, idrotts- och friluftsnämnden, samt museinämnden tillsattes. Enligt de första planerna rörde det sig om en byggnad på hela 33 000 kvadratmeter. Dock var det endast skolstyrelsen som hade begärt investeringsmedel, vilket ledde till stopp i planeringsarbetet. 1973 återupptogs det, och det visade sig då bland annat att det planerade behovet av 2 000 gymnasieplatser minskat till 1 100 bantades den planerade ytan ner till 21 300 kvadratmeter. 6 000 av dessa var den befintliga högstadieskolan Ekebäcksskolan, och planen var att dess elever skulle flyttas till andra skolor i området och att 700 av det nya Frölundagymnasiets gymnasieplatser skulle förläggas till Ekebäcksskolan och 400 till lokaler i det nya kulturhuset. I den ursprungliga planen hade socialförvaltningen önskat 1 150 kvadratmeter, men dessa bantades ner till 600. Idrotts- och friluftsnämndens önskade 4 170 kvadratmeter bantades ner till 2 970. Bland annat fanns planer på en utomhusbassäng, men dessa planer ströks i bantningen. 
Lokalprogrammet var färdigt i mars 1974. Det upplägg som ledningsgruppen ansåg vara mest lämpligt var att biblioteket placeras i södra delen av byggnaden, skolan i nordväst, sportdelen i nordost, gemensamma lokaler och tandläkarmottagning i mitten, och huvudentrén riktad mot torget i sydost. De beräknade byggkostnaderna låg på 32 miljoner kronor i 1973-1974 års penningvärde, och man beräknade att anläggningen skulle invigas sommaren 1978. Projektledare Gunnar Trenning från skolförvaltningen har berättat i en intervju att han under det fortsatta planeringsarbetet lyckades förhandla med länsstyrelsen så att man fick dispens och inte behövde bygga ett skyddsrum.
I början av januari 1975 beslutas att lokalytan krymps med ytterligare 400 kvadratmeter, från 15 600 till 15 200 kvadratmeter. Även tidsplanen ändras. Pengar till gymnasieskolan kan budgeteras tidigast i Skolöverstyrelsens planering för budgetåret 1976-1977 och bygget kan påbörjas tidigast våren 1976. Dock är planen fortfarande att bygget ska vara färdigt sommaren 1978.
1976 ansöker man om pengar för bygget och kostnaderna beräknas då till 55,8 miljoner kronor. 9 december samma år fattas beslutet av fullmäktige. Det uppdagas detta år att kulturhuset inte kommer att stå klart förrän 1980.
Efter högtidstal och fanfarer fick en högstadieelev från Ekebäcksskolan, Kerstin Ehnström, 22 augusti 1978 trycka på knappen som utlöste den första sprängningen av det berg där kulturhuset skulle byggas.

### Kulturhuset invigs
29 till 30 mars 1980 invigdes äntligen Frölunda kulturhus. Slutnotan för bygget hamnade på runt 70 miljoner kronor, och på invigningsfesten fanns hela 70 programpunkter. Några av dessa var afrikansk dans, bordtennis, cirkus, cricket, dockteater, folkdans, fotboll, gymnastik, innebandy, jazz, karate, klassisk musik, konstsimning, mask- och sminkverkstad, rullskridskoåkning, sagoläsning, sång, och teater. Vid invigningen hade dock delar av kulturhuset redan haft öppet i tre månader.
Kulturhuset blev snabbt mycket uppskattat, men kritik riktades mot att biblioteket inte var öppet på söndagar. Under planeringsstadiet var det självklart att biblioteket skulle ha öppet så länge som möjligt, och stadsbibliotekarie Sigurd Möhlenbrock ville att Västra Frölundas bibliotek skulle ha samma öppettider som Stadsbiblioteket, där man exempelvis hade söndagsöppet. Bibliotekens budgetsituation förändrades och 1978 konstaterades att pengarna inte räckte till att ha biblioteket öppet på söndagar. Ett förslag lades fram om att utöka öppettiderna till klockan 10 till 20 på vardagar och 10 till 17 på helgerna, en utökning med 14 timmer per vecka. Det fanns dock inte resurser till detta, då utökningen beräknades kosta 467 000 kronor. Ett annat förslag var att ha stängt på måndagar för att istället ha öppet på söndagar. Man beslutade att detta skulle gälla för simhallen, men det fungerade dock inte för biblioteket, bland annat eftersom biblioteket fungerar som skolbibliotek för gymnasiet och olika grundskolor i närheten.
1984 budgeterades biblioteket två miljoner extra, pengar som satsades på att hålla biblioteket öppet på söndagar, men biblioteket kunde också öppna en timme tidigare på vardagar. Från och med 4 mars 1984 hade biblioteket öppet 10 till 20, måndagar till torsdag, 10 till 18 på fredagar och 10 till 16 på lördagar och söndagar. 1990 upplöstes biblioteksnämnden i Göteborg, och istället var det stadsdelsnämnderna som skulle ansvara för biblioteken. Stadsdelsnämnden Frölunda var tvungna att minska sina kostnader med närmare en miljon kronor, vilket bland annat resulterade i att biblioteket stängde klockan 19 måndag till torsdag och att de återigen hade stängt på söndagar. 2007 fick biblioteket mer pengar, då stadsdelsnämnderna Tynnered och Frölunda anslog 25 kronor per invånare till biblioteket. Tack vare dessa pengar kunde biblioteket ha öppet mellan 12 och 16 på söndagar, och i slutet av året anställa en ungdomsbibliotekarie. 14 januari 2007 skulle biblioteket återigen börja med söndagsöppet, men på grund av orkanen Per stoppades alla kommunikationer. Istället hölls den första öppna söndagen den 21 januari.

## Verksamhet i Kulturhuset
I Frölunda kulturhus finns bland annat Västra Frölunda bibliotek, Frölundabion, Frölundabadet och Skolbibliotekscentralen. Dessutom finns i huset Folktandvården, ett gym, en inomhushall för bland annat handboll samt en utställningslokal. Huset sägs dagligen ha över 2 000 besökare.
Kulturhuset ligger i direkt anslutning till Frölunda torg, och huvudentrén nås via en bred trappa – kallad Kulturtrappan – nerifrån torgplanet. Trappan var ursprungligen byggd i tegel och har sedermera byggts om. Kulturhuset är byggt i ett plan, men huset följer terrängen och husets delar ligger i tre olika höjdplan. Dessa delar binds dock samman av en lång och bred inomhusgata längs husets östra sida. Idén till denna kommer från ett studiebesök på Kungälvs gymnasium som är uppbyggt kring en central huvudkorridor med korsande sidokorridorer. Efter en stunds vandring i gymnasiet var det lätt att förlora orienteringen eftersom korridoren var mitt i huset och saknade fönster och man därför förlorade kontakten med uterummet. Den långa inomhusgatan i Frölunda kulturhus placerades därför längs husets kant, där man kan se ut genom fönstren. Förutom att fönstren släpper in dagsljus i korridoren är det lättare att orientera sig. Från korridoren kan man även se in i simhallen.

### Programverksamhet på Frölunda Kulturhus
Kulturarrangemang & utställningar avlöser varandra och bildar ett digert program. Musikarrangemang för olika smaker, tedanser, teater- och bioföreställningar för både stora och små, olika former av föredrag, öppna verkstäder, drama- och målerikurser, sagostunder m m. Här visas ett tiotal stora utställningar per år och ett flertal mindre på varierande teman. Som vanligt är det attraktivt att ställa ut i vårt Amatörforum. Dessutom finns sporthallar, konferensrum och salar till uthyrning.  Kulturskolan i Västra Göteborg har sitt nav i huset, och här finns Hälsoteket i väster där du kan ställa frågor om livsstil och hälsa och få kostnadsfri rådgivning.

### Figur- och Dockteater centrum på Frölunda Kulturhus
Figur- och Dockteatercentrum har sedan 31 år funnits på Frölunda Kulturhus i Göteborg. Vårt främsta mål är att sprida kunskap om figur- och dockteatern i världen, både de historiska och traditionella uttrycken såväl som de samtida. Vi vill också synliggöra bredden av uttryck som finns att hitta inom figurteartern. Figur genomgår därför nu en övergripande förnyelse, bland annat genom att även innefatta animerad film.

#### Figurteaterverkstan
Verkstaden är figurteatercentrums nav, kring denna cirklar all annan verksamhet. Det är en kombinerad dock- och maskverkstad. Här arrangeras bland annat skrotverkstäder för barn under skolloven, återkommande slöjdarsöndagar för alla åldrar och workshops i skuggteater för ungdomar. I verkstaden finns verktyg och utrustning för att arbeta i läder, trä och andra material. Det finns även ett antal Ipad för att arbeta med animerad film, en verksamhet som är under uppbyggnad. Lokalen rymmer dessutom en liten scen för repetition, mindre föreställningar, skuggteater och visning av animerad film för mindre grupper.
Målsättningen är att i framtiden även kunna erbjuda kortare eller längre residens för enskilda konstnärer och mindre grupper. Det kan vara i samband med examensarbete, eller för att bedriva ett undersökande arbete. Residensverksamheten bygger på att Frölunda Kulturhus bistår med lokal och verktyg, boendekostnad m.m. får konstnärerna stå för själva. Varje period måste också avslutas med en offentlig presentation i någon form.

#### Internationell festival för figurteater och animation
Sveriges enda internationella festival för dock- mask- och figurteater samt animerad film.
Festivalen är årligen återkommande, vartannat år ligger fokus på Internationella gästspel och vartannat år på Nationella gästspel samt animerad film. Figur festival ska vara en mötesplats för intresserade och utövare genom olika former av samtal och föreläsningar.  Till varje festival inbjuds till exempel årets dockmakare, maskmakare eller animatör som får presentera sig själva och sitt arbete genom utställning och föreläsning.
Syftet är att presentera högkvalitativ figurteater och animation för vuxna och unga, samt att vidare erbjuda ett brett urval av både traditionella såväl som samtida figurteateruttryck. Dessutom saknar den animerade filmen idag en egen festival och ingår därför som en självklar del av FIGUR. Samarbeten med flera av landets animationsutbildningar ger studenter möjlighet att visa sina filmer, träffas och utbyta erfarenheter.
Festivalen samarrangeras tillsammans med UNIMA- Sverige, och målsättningen är att få så stor regional spridning som möjligt. Samarbeten finns redan med Mimers Hus i Kungälv och Högskolan i Väst i Trollhättan. Vidare samarbeten är under uppbyggnad, bland annat med Göteborgs universitet.

#### Bibliotek för figurteater
På biblioteket för figurteater och animation återfinns kunskap från hela världen, detta i en bredd av facklitteratur såväl som skönlitteratur och pjäser. Här kan du läsa om olika figurteater-traditioner och dess historia, det finns handböcker i tillverkning och pedagogik samt ett mindre antal böcker om animerad film. Utöver detta erbjuder biblioteket också ett urval av tidskrifter, uppsatser och examensarbeten från olika universitet samt bild- och informationsmaterial från andra teatrar, museer och festivaler. Biblioteket ligger i Västra Frölunda bibliotek, som är en del av Frölunda Kulturhus.

#### Frölundabion
Frölundabion hålls igång av en ideell förening med kopplingar till Folkets Bio. Man visar film tisdag och onsdag kväll samt matinéföreställningar ett par söndagar i månaden.

### Biblioteket
Något tidigare än övriga kulturhuset öppnade Frölunda bibliotek 14 januari 1980. Den första besökaren, Håkan Eriksson, fick en bukett blommor. Med sina 2 750 kvadratmeter är det Göteborgs största stadsdelsbibliotek och det näst största kommunala biblioteket i Göteborgs kommun efter Stadsbiblioteket vid Götaplatsen. Vid öppnandet erbjöd biblioteket 120 000 böcker, 600 tidskrifter, och ett 60-tal dagstidningar. I slutet av 1980 hade 465 000 lån registrerats. Sedan 2007 är Frölunda bibliotek öppet sju dagar i veckan.

#### Dockteaterbiblioteket

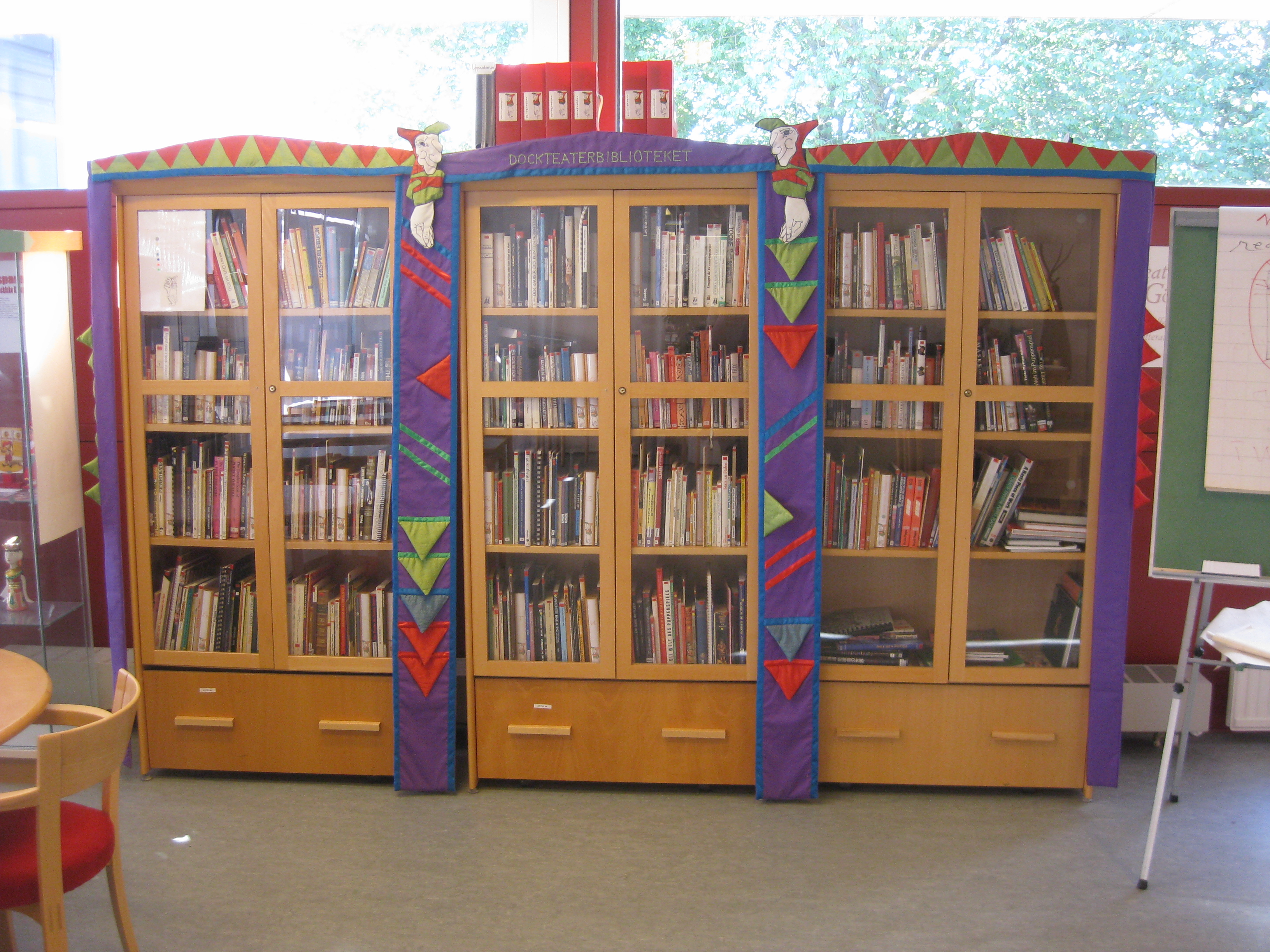
Dockteaterbiblioteket i Frölunda kulturhus.

Under kulturhusets dockteaterdagar växte idén fram om ett dockteaterbibliotek. När Frölunda bibliotek, på dockteaterdagarnas 10-årsjubileum 1992, fick en present i form av böcker om dock- och figurteater, samt pengar till inköp av mer litteratur blev detta början till det som idag är Sveriges enda offentliga dockteaterbibliotek. Dockteaterbiblioteket är placerat i Frölunda biblioteks läsesal och invigdes i mars 1995. Statens kulturråd stöttade projektet med 225 000 fördelat över tre år.
2006 gavs Blanka Kaplans bok Dockteater bakom taggtråd ut med Frölunda kulturhus som bokförlag.
Böckerna är sökbara i LIBRIS och via GOTLIB – Göteborgs stadsbiblioteks databas.
En stor del böcker finns tillgängliga för hemlån och referensböcker kan läsas på biblioteket, möjlighet att kopiera finns.Biblioteket kan också hjälpa till med beställningar.

### Frölundabadet

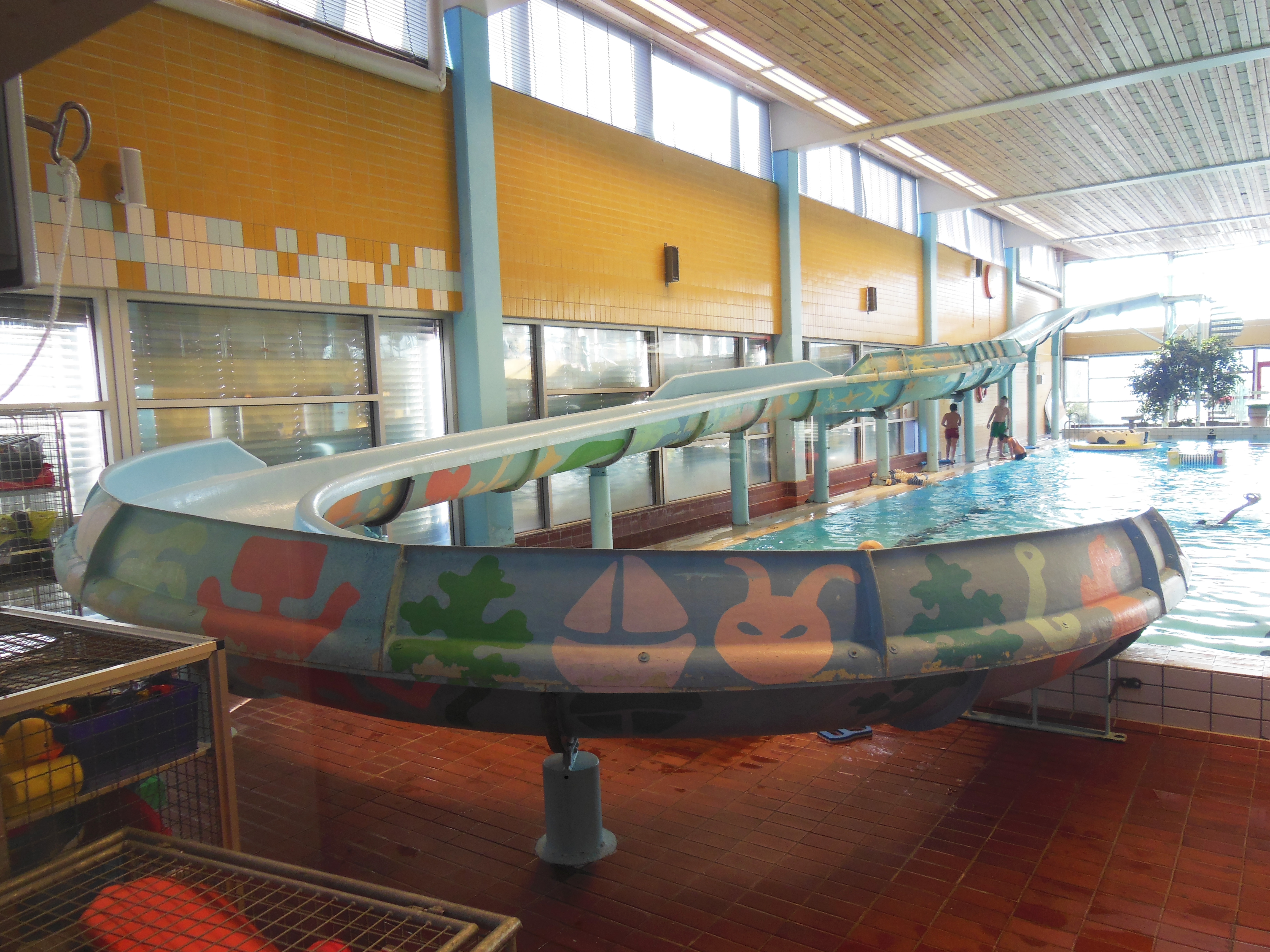
Frölundabadets 39 meter långa rutschkana.

Frölundabadet har en 25-metersbassäng med rutschkana, trampolin och hopptorn. För mindre barn som inte kan simma finns en varmare undervisningsbassäng, som torsdag–söndag är uppvärmd till 34 grader Celsius. Dessutom finns en liten plaskbassäng anpassad för de allra minsta barnen. I dam- och herravdelningarna finns både torr- och våtbastu.
När kulturhuset invigdes 1980 var Frölundabadet det enda badet i Göteborg som hade öppet på söndagar. Kulturhusets nämnd beslutade tidigt att Askims simklubb skulle få bedriva verksamhet i den nybyggda hallen, med förutsättningen att klubben bytte namn. De bytte namn till Askim Frölunda simklubb och bedrev bland annat Göteborgs första babysim 1980. På annandagen 1981 invigdes den 39 meter långa vattenrutschkanan med en fallhöjd på tre meter. Den var Sveriges första vattenrutschkana inomhus och blev genast en succé. Kulturnämndens ordförande Sören Björkman hade tillsammans med några andra politiker åkt till Båstad och provåkt en vattenrutschkana utomhus som fanns där på den tiden. Detta var något unikt och storslaget, och de tyckte att en vattenrutschkana hade passat i Frölundabadet. Det fanns möjlighet att bygga en vattenrutschkana, men några pengar till denna fanns inte. Man bestämde då att man skulle leasa rutschkanan för 60 000 kronor per år. För besökarna kostade en åktur i rutschkanan 50 öre. Den blev mycket populär, köerna var långa och redan efter drygt ett år kunde man med hjälp av intäkterna köpa loss rutschkanan. Den finns kvar än idag, men den målades om och dekorerades 1990 av Jan Falkman och sedan invigningen har trappan till rutschkanan bytts ut.
1981 kostade inträdet till simhallen 7 kronor för vuxna, 4 kronor för barn, och ett årskort kostade 200 kronor. 1990 kostade det 18 kronor för vuxna, 13 kronor för barn, och 400 för ett årskort. 2010 låg priserna på 45 kronor för vuxna, 35 för barn och 1 100 kronor för ett årskort.
Efter en tragisk drunkningsolycka där en 8-årig flicka hittades på bassängbotten i januari 1985 skärptes säkerheten i Frölundabadet. En kamera som bevakade bottnen installerades och fönstren målades med specialfärg som förhindrade reflexer på vattnet. All personal utbildas och fortbildas i livräddning, hjärt- och lungräddning, med mera, och Frölundabadet erbjuder både företag och privatpersoner kurser i hjärt- och lungräddning.